# Марсельська рулетка

Марсельська рулетка. Анімація .gif

Марсельська рулетка (серед багатьох інших назв в різних мовах: «фінт Зідана», «равлик», «вертушка», «рулетка», «вероніка», «карусель», ісп. «calesita», англ. Marseille turn, англ. the 360, нім. Mare turn, англ. Spin, фр. Roulette, англ. Girosflin, італ. Veronica) — футбольний фінт, спочатку популярний у вуличному футболі французького міста Марселя, а потім одержав широке поширення у професіональному футболі після його використання французьким півзахисником Зінедіном Зіданом.

## Фінт «марсельська рулетка»
Футболіст, намагаючись обіграти суперника, злегка зупиняє м'яч правою ногою, дозволяє йому котитися назад, а потім різко робить поворот навколо своєї осі і продовжує рух вперед, однією з ніг перекочуючи м'яч у напрямку свого руху, одночасно вкриваючи його корпусом від захисника. Офіційний сайт ФІФА називає цей фінт «геніальним поворотом на 360 градусів, який зачаровує обертальним рухом, виконаним на швидкості і призначений для того, щоб прибрати розташованих поруч захисників, зберігаючи повний контроль над м'ячем».
Зазвичай «марсельська рулетка» використовується для створення вільного простору в умовах щільної опіки нападника захисниками. Французький форвард Тьєррі Анрі використовував його для обходу воротаря противника.

## Назва фінту

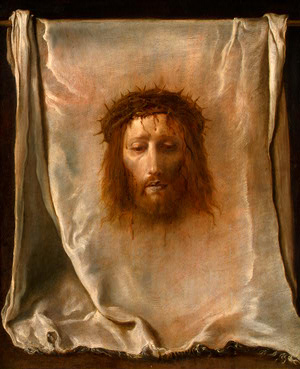
Доменіко Фетті. Плат Вероніки, 1620

У даного футбольного фінту існують різні назви: «равлик», «вертушка», «рулетка», «фінт Зідана». У європейському футболі його найчастіше називають «марсельською рулеткою», в Аргентині — «карусель» (ісп. «calesita»). В Італії його зазвичай називають «Веронікою». Георгій Черданцев у своїй книзі про історію чемпіонатів світу з футболу писав, що подібний трюк з круглим предметом першим виконав італійський більярдист Франко Джаккері, який назвав його на честь подруги, англійки на ім'я Вероніка. Навпаки, історик футболу Том Вільямс стверджував у своєму довіднику футбольних термінів, що в Іспанії та Італії термін «Вероніка» використовується у кориді. Це технічний термін, що характеризує положення тіла матадора, який міцно стоїть ногами в піску арени і привертає до себе бика впритул, обводячи свій торс червоним плащем. Коли підбурюваний публікою матадор зміщує плащ в бік, витягнувшись на пальцях ніг, бик починає обертатися в протилежному напрямку (подібний рух і назва є в професійному тенісі). Деякі автори співвідносять назва руху матадора і відповідно футбольного терміна з так званим «платом Вероніки». В «Діяннях Пілата», одному з численних апокрифічних текстів, розповідається про благочестиву жінку, яка отримала нерукотворне зображення особи Ісуса Христа, що, за переказами, з'явився на платі, яку свята Вероніка подала Ісусу Христу, коли він ніс свій хрест на Голгофу.

## Історія фінту
Перше зафіксоване міжнародне виконання цього фінту було застосовано українським футболістом Олегом Порубай на юнацьких міжнародних турнірах у м. Мілано Маріттіма (Італія) та м.Хельсінки (Фінляндія) у 1990-1991 роках. Є версія, що цей фінт Зінедін Зідан підгледів у Олега Порубая, коли його юнацька команда була на цих міжнародних турнірах.
Зінедін Зідан виріс в північному передмісті Марселя, портового міста на південному сході Франції. Це був бідний квартал, де після північноафриканських воєн, які вела Франція в середині XX століття, знайшли притулок біженці арабського походження. Серед любителів футболу тут був поширений фінт, який був схожий на фінт Олега Порубая і виглядав як розворот в русі з м'ячем на 360 градусів з метою прослизнути повз захисника.
Сам Зідан згадував в інтерв'ю щотижневому виданню France Football, що в дитинстві він входив у групу з десяти дітей у віці від 8 до 12 років, які намагалися повторити найбільш незвичайні фінти, які тільки змогли побачити. Хлопчики влаштовували конкурс, в якому всі учасники повторювали подібні рухи до першої помилки. Вигравав змагання той, який не помилявся у виконанні фінту. Зідан зізнався, що більшість цих фінтів в реальних умовах футбольного матчу відтворити практично неможливо. Одним з них і була «марсельська рулетка». Її, за словами Зідана, показав йому вперше старший брат, а потім хлопчик став розучувати цей фінт на вулиці. Пізніше Зінедін Зідан згадував, що брат лаяв його за неправильне виконання фінту. Спортивний оглядач італійської газети La Repubblica Мауріціо Кросетті з іронією зазначав, що день, коли старший брат після довгих умовлянь розкрив секрет «рулетки» молодшому, був кінцем, з футбольної точки зору, його надій на власну кар'єру у спорті і початком футбольного майбутнього самого Зідана.
У дитинстві марсельська рулетка часто для Зідана закінчувалася конфліктом з обіграним з допомогою такого фінту суперником. Йому було 7 чи 8 років для того, щоб відпрацювати його до автоматизму. Зідан зізнавався, що в грі у нього не виходить виконати цей прийом без помилки, хоча не минуло жодного дня за останні 15 років без того, щоб він не намагався повторювати його. З його точки зору, в реальному матчі виконати такий фінт зміг би тільки Дієго Марадона. Своєю заслугою Зідан вважав, що з вулиці переніс «марсельську рулетку» у великий футбол. В інтерв'ю він говорив, що, коли хтось з футболістів залишається після тренування для того, щоб відпрацьовувати удари по воротах, то він використовує цей час для вдосконалення техніки виконання марсельської рулетки. Журналісти відзначали, що за дивним збігом обставин дружина Зідана носить ім'я Вероніка (італійська назва «марсельської рулетки»).
Іншу версію походження фінту представив великий американський новинний спортивний сайт Bleacher Report. Він наполягає на невідоме походження марсельської рулетки. Першим, хто познайомив широку аудиторію любителів футболу з нею ще в 1970-х роках (задовго до Зідана), він вважає французького нападника Іва Маріо (Yves Mariot). Зідан же, на думку співробітників сайту, вразив уяву уболівальників тим, що використовував цей фінт як повсякденний елемент своєї гри, а також розробив кілька його варіацій для більшої ефективності застосування. Футболіст, а потім і тренер Паскаль Дюпра в одному зі своїх інтерв'ю згадав, що ще до Іва Маріо цей фінт виконував інший французький футболіст, нападник клубу «Ліон» Серж Ш'єза.
Третю точку зору представили аргентинські засоби масової інформації. На їх переконання, футбольний фінт «карусель», як в Аргентині називають «марсельську рулетку» Зінедіна Зідана, був добре відомий значно раніше у місцевому футболі, а став популярний у Франції в середині 60-х років після появи тут аргентинця Хосе Фаріаса, якого придбав клуб «Страсбур» (фр. Racing Club de Strasbourg Alsace»). За нього аргентинець виступав з 1963 по 1967 рік. У свою чергу, сам Фаріас відмовлявся називати себе автором цього фінту. Він стверджував, що вперше побачив цей фінт на батьківщині у виконанні якогось невідомого на пустирі. В архівах іншого французького клубу «Ред Стар», за який Фаріас грав у 1967—1970 роках, був виявлений фотознімок з газети, яка датується 1967 роком. Це покадрова зйомка «каруселі» у виконанні Фаріаса. Цю точку зору на авторство фінту процитував і підтримав офіційний сайт самого клубу «Ред Стар».
Серед футболістів, активно застосовували фінт в різний час: Ліонель Мессі, Роналдінью, Кріштіану Роналду, Кака, Робінью і Роналдо, Бастіан Швайнштайгер, Антуан Грізманн. Європейські ЗМІ повідомляли про успішне виконання фірмового фінту батька Енцо Зіданом — старшим з чотирьох синів Зінедіна Зідана.

## Переносне значення
Враховуючи несподіванку фінту для суперника, спортивні журналісти використовують вираз «марсельська рулетка» для характеристики непередбачуваної події чи вчинку. Зокрема, так була названа позапланова прес-конференція самого Зінедіна Зідана 31 травня 2018 року, на якій він повідомив журналістам про прийняте рішення залишити посаду головного тренера мадридського «Реала».